# Gymnothorax favagineus
Gymnothorax favagineus (лат.) — вид лучепёрых рыб из семейства муреновых (Muraenidae).

## Распространение
Встречаются от Красного моря и Восточной Африки до Папуа-Новой Гвинеи, Японии и Австралии.

## Описание
Один из крупнейших индо-тихоокеанских видов мурен. Достигают в длину 300 см. 138—144 позвонка. Основная окраска состоит из сотового рисунка в сочетании белых и чёрных пятен и промежутков. Некоторые экземпляры в целом выглядят почти черными. Пятна различаются в зависимости от особи и размера, часто в зависимости от среды обитания — пятна на чистых коралловых рифах обычно имеют пропорционально менее чёрный цвет, чем пятна в мутной воде.
Обитают на глубинах от 1 до 45 м в коралловых рифах. Питаются мелкими рыбами и головоногими моллюсками. Взрослые особи могут быть агрессивными.